# ね、がんばるよ。
「ね、がんばるよ。」は、KinKi Kidsの19枚目のシングル。2004年1月15日発売。発売元はジャニーズ・エンタテイメント。

## 解説
本作は初めてロケでのPV撮影が行われておらず、楽曲の映像が放送される際には、2003年12月から2004年1月1日まで開催されたコンサート「KinKi Kids 24/7 G Tour」での初披露のライブ映像を中心に、CD音声を組み合わせ、映像加工などを施したものをPVとして放送していた。このPVは2011年発売のアルバム「K album」の初回限定盤DVDに収録された。
その後、2022年11月28日にYouTubeでPVが公開された。
初回盤と通常盤ではジャケット違い、収録曲違いがある。本作は初回盤には堂本光一と堂本剛のそれぞれのボーカルを抜いたカラオケが収録されている。これは初めての試みであり、通常のカラオケは存在していない。通常盤には代わりに新曲を収録している。

## チャート成績
オリコン週間ランキングで、初週22.3万枚を売り上げ、初登場1位を獲得した。CD累計売上は32.7万枚（オリコン調べ）を記録した。

## 収録曲

### 初回盤
1. ね、がんばるよ。
（作詞：吉田美和 / 作曲：吉田美和・中村正人 / 編曲：中村正人・Ike Nelson / ブラスアレンジ：下神竜哉 / ストリングスアレンジ：斎藤ネコ）
剛がJ-POPの中でも好んでいるDREAMS COME TRUEによる提供曲であり、歌詞の内容は剛が特に好きだと言うドリカムの楽曲「MARRY ME?」のアンサーソングになっている[3]。後にKinKi Kidsが司会を務めるフジテレビ系音楽バラエティー『新堂本兄弟』にドリカムが出演した際に、提供した当人も交えてセッションされた。作詞者の吉田が男性の目線になって歌詞を書いており、詞の内容はKinKi Kidsの2人も、自身の楽曲の中で大変気に入っている。
自身の2007年のベスト・アルバム『39』発売時のファン投票で24位にランクインした。 
出版者：ブライト・ノート・ミュージック&エウロパミュージックパブリッシャーズ
2. コ・ハ・ル・ビ・ヨ・リ
（作詞：篠崎隆一 / 作曲・編曲：鎌田雅人）
三線など沖縄を意識した曲調。
「春の海」「桜」など春を連想させる歌詞だが、タイトルの「コ・ハ・ル・ビ・ヨ・リ（小春日和）」は秋から初冬にかけて用いられる季語であり、誤用である。
出版者：ブライト・ノート・ミュージック
3. ね、がんばるよ。 (Koichi-less Backing Track)
光一のボーカルを抜いたカラオケバージョン。
4. ね、がんばるよ。 (Tsuyoshi-less Backing Track)
剛のボーカルを抜いたカラオケバージョン。

### 通常盤
1. ね、がんばるよ。
2. コ・ハ・ル・ビ・ヨ・リ
3. Sweet Days
（作詞：相田毅 / 作曲・編曲：清水昭男）
出版者：ブライト・ノート・ミュージック

## 参加ミュージシャン
※クレジットは『KinKi Single Selection II』より
ね、がんばるよ。
- Arrange, Programming Keyboards & Scratch: Ike Nelson
- Arrange: 中村正人
- Brass Arrange &Trumpet: 下神竜哉
- Saxophone: 竹野昌邦
- Strings Arrange & Conductor: 斎藤ネコ
- Strings: 栄田ストリングス
- Chorus: KinKi Kids、Ko-saku、浦嶋りんこ

## 収録アルバム
- ね、がんばるよ。
  - KinKi Single Selection II
  - The BEST
- コ・ハ・ル・ビ・ヨ・リ

（アルバム未収録）
- Sweet Days

（アルバム未収録）

## 映像作品
- ね、がんばるよ。
  - KinKi KISS2 Single Selection
  - KinKi Kids Dome Tour 2004-2005 -Font De Anniversary.-
  - KinKi you DVD
  - K album（初回限定盤）
  - King・KinKi Kids 2011-2012
  - MTV Unplugged: KinKi Kids